# Andy Burnham
Andy Burnham, właśc. Andrew Murray Burnham (ur. 7 stycznia 1970 w Aintree) – brytyjski polityk, naczelny sekretarz skarbu (2007–2008), minister kultury, mediów i sportu (2008–2009), minister zdrowia (2009–2010), członek Izby Gmin (2001–2017), burmistrz Wielkiego Manchesteru (od 2017).

## Życiorys

### Młodość i edukacja
Wychowywał się w Culcheth w hrabstwie Cheshire. Ukończył St Aelred’s Roman Catholic High School w Newton-le-Willows i Fitzwilliam College w Cambridge. Z wykształcenia jest anglistą. 

### Kariera polityczna
Dołączył do Partii Pracy w 1984 roku, w wieku 14 lat, podczas strajku górników. Dziesięć lat później został asystentem członkini Izby Gmin, Tessy Jowell. W 1997 roku został pracownikiem związku zawodowego sektora ochrony zdrowia odpowiedzialnym za kontakty z parlamentarzystami. W latach 1998–2001 był specjalnym doradcą ministra kultury, mediów i sportu.
W 2001 roku dostał się do Izby Gmin z okręgu wyborczego Leigh. Swoją pierwszą mowę w parlamencie wygłosił 4 lipca 2001. W latach 2003–2004 był prywatnym asystentem parlamentarnym ministra spraw wewnętrznych, Davida Blunketta, a od 2004 roku minister edukacji Ruth Kelly. Po wyborach przeprowadzonych w 2005 roku został parlamentarnym podsekretarzem stanu w ministerstwie spraw wewnętrznych. Uzyskał reelekcję na stanowisko członka Izby Gmin w 2005, 2010 i w 2015 roku.
Od 5 maja 2006 do 28 czerwca 2007 pełnił funkcję ministra stanu w Ministerstwie Zdrowia. Od 28 czerwca 2007 do 24 stycznia 2008 pełnił funkcję naczelnego sekretarza skarbu. W latach 2008–2009 piastował stanowisko ministra kultury, mediów i sportu Wielkiej Brytanii. Od 6 czerwca 2009 do 6 maja 2010 pełnił funkcję ministra zdrowia. 
W 2015, po rezygnacji Eda Milibanda, ubiegał się o stanowisko lidera Partii Pracy. Przegrał jednak wybory wewnątrzpartyjne z Jeremym Corbynem.
8 maja 2017 objął funkcję burmistrza Wielkiego Manchesteru. Uzyskał reelekcję w 2021 roku.

## Życie prywatne
W 2000 roku poślubił Marie-France Van Heel. Ma syna i dwie córki. Kibicuje Evertonowi.